# Mülheimer Erklärung
Die Mülheimer Erklärung von 1909 war eine Erwiderung auf die „Berliner Erklärung“, mit der sich die pietistische Gemeinschaftsbewegung im gleichen Jahr von der aufkeimenden Pfingstbewegung distanziert hatte.
Bereits im Jahr 1905 hatte in Mülheim an der Ruhr eine Erweckung begonnen, die durch die Erweckungsbewegung von Wales geprägt war und unter dem Einfluss der Heiligungsbewegung (und Keswick-Bewegung) stand. Sie ging einher mit einer starken Erwartung für ein neues Pfingsten. Führende Männer der deutschen Gemeinschaftsbewegung waren durch diese Erwartungen geprägt. Einflussreich waren z. B. die Mülheimer Pfarrer Ernst Modersohn und Martin Girkon. Dabei galten „Gaben des Heiligen Geistes“ (Krankheiten heilen, Wunderkräfte, Prophetisches Reden, Unterscheidung der Geister, Zungenrede u. a.) als direkte Zeichen der Gegenwart Gottes. In der sogenannten „Berliner Erklärung“ vom 15. September 1909 hatten sich die Leiter der Gemeinschaftsbewegung von der gerade entstehenden Pfingstbewegung distanziert.
Auf der „II. Konferenz der Pfingstbewegung“ am 29. September 1909 erklärten daraufhin die ungenannten Verfasser in drei Abschnitten, dass sie sich der Gefahren der „Geistesbewegung“ bewusst seien, jedoch als Treibkraft dahinter die „Liebe zu Jesus“ erblickten. Außerdem erklärten sie, dass die als „anstößig empfundenen Auswüchse“ zum größten Teil reine Gerüchte seien.
Im Januar 2009, also 100 Jahre nach Unterzeichnung der Berliner Erklärung, veröffentlichten der Gnadauer Gemeinschaftsverband sowie der Mülheimer Verband Freikirchlich-Evangelischer Gemeinden eine gemeinsame Erklärung zur Berliner Erklärung. Diese beiden Verbände stehen dabei in den Traditionen jener beiden Lager, die sich 1909 gegenüberstanden, der Gnadauer Verband in der Tradition der Berliner Erklärung, und der Mülheimer Verband in der Tradition der Pfingstbewegung sowie der Mülheimer Erklärung. In der Erklärung von 2009 heißt es unter anderem:

„Wir erkennen in der ‚Berliner Erklärung‘ wie auch in der Mülheimer Erwiderung ein ernsthaftes geistliches Ringen, in kritischer Zeit Schaden von der Gemeinde Jesu abzuwenden. Diese historischen Dokumente haben jedoch für das gegenwärtige Miteinander von Gnadauer und Mülheimer Verband keine Bedeutung. Wir wissen, dass in der jeweils anderen Bewegung der Geist Jesu Christi wirkt.“

Des Weiteren begrüßt die Erklärung bereits bestehende Formen der Zusammenarbeit zwischen beiden Verbänden und bekräftigt die Absicht, diese Zusammenarbeit künftig weiter zu vertiefen. Auch in der Erklärung von 2009 hat sich die Gemeinschaftsbewegung allerdings nicht dazu durchringen können, sich von ihrem historischen Pauschalurteil zu distanzieren; man hat lediglich auf die gegenwärtigen Verhältnisse Bezug genommen.